# Ministère des Services gouvernementaux (Nouveau-Brunswick)
Le Ministère des Services gouvernementaux, créé en 1972, a remplacé l'ancien ministère des Travaux publics du Nouveau-Brunswick et est responsable de l'approvisionnement et des services de la province.
Les services offerts sont nombreux : achats, imprimerie, courrier, traduction, gestion des bâtiments gouvernementaux, gestion des technologies de l'information. Les archives provinciales du Nouveau-Brunswick sont l'une de ses composantes.

## Liste des ministres
| #                                               | Ministre                     | Durée                               | Gouvernement                 |
| Ministre des Travaux publics                    | Ministre des Travaux publics | Ministre des Travaux publics        | Ministre des Travaux publics |
| ----------------------------------------------- | ---------------------------- | ----------------------------------- | ---------------------------- |
| 1.                                              | Raymond Doucett              | 20 novembre 1967 - 12 novembre 1970 | Louis Robichaud              |
| 2.                                              | J. Stewart Brooks            | 12 novembre 1970 - 18 juillet 1972  | Richard Hatfield             |
| Ministre de l'Approvisionnement et des Services |                              |                                     |                              |
| 3.                                              | Carl Mooers                  | 18 juillet 1972 - 3 décembre 1974   | Richard Hatfield             |
| 4.                                              | George Horton                | 3 décembre 1974 - 20 décembre 1976  | Richard Hatfield             |
| 5.                                              | Harold Fanjoy                | 20 décembre 1976 - 20 octobre 1982  | Richard Hatfield             |
| 6.                                              | Edwin G. Allen               | 20 octobre 1982 - 3 octobre 1985    | Richard Hatfield             |
| 7.                                              | C. W. Harmer                 | 3 octobre 1985 - 27 octobre 1987    | Richard Hatfield             |
| 8.                                              | Bruce Smith                  | 27 octobre 1987 - 9 octobre 1991    | Frank McKenna                |
| 9.                                              | Laureen Jarrett              | 9 octobre 1991 - 27 avril 1994      | Frank McKenna                |
| 10.                                             | James Edward Lockyer         | 27 avril 1994 - 12 septembre 1995   | Frank McKenna                |
|                                                 | Bruce Smith (2nd fois)       | 9 octobre 1991 - 21 juillet 1997    | Frank McKenna                |
| 11.                                             | Peter LeBlanc                | 21 juillet 1997 - 14 mai 1998       | Ray Frenette                 |
| 12.                                             | Greg O'Donnell               | 14 mai 1998 - 21 juin 1999          | Camille Thériault            |
| 13.                                             | Dale Graham                  | 21 juin 1999 - 14 février 2006      | Bernard Lord                 |
| 14.                                             | Bev Harrison                 | 14 février 2006 - 3 octobre 2006    | Bernard Lord                 |
| 15.                                             | Roly MacIntyre               | 3 octobre 2006 - 17 janvier 2008    | Shawn Graham                 |
|                                                 | Jack Keir (intérim)          | 17 janvier 2008 - 12 novembre 2008  | Shawn Graham                 |
| 16.                                             | Ed Doherty                   | 12 novembre 2008 - 12 octobre 2010  | Shawn Graham                 |
| 17.                                             | Claude Williams              | 12 octobre 2010 - 15 mars 2012      | David Alward                 |
| Ministre des Services gouvernementaux           |                              |                                     |                              |
| 18.                                             | Craig Leonard                | 15 mars 2012 - 9 octobre 2012       | David Alward                 |
| 19.                                             | Susan Stultz                 | 9 octobre 2012 - 7 octobre 2014     | David Alward                 |
| 20.                                             | Ed Doherty                   | 7 octobre 2014 - 5 septembre 2017   | Brian Gallant                |
| 21.                                             | Serge Rousselle              | 5 septembre 2017 - 11 mai 2018      | Brian Gallant                |
| 22.                                             | Benoît Bourque               | 11 mai 2018 - en cours              | Brian Gallant                |